# We Never Learn
We Never Learn (яп. ぼくたちは勉強ができない Бокутати ва бэнкё: га дэкинай, «Мы не можем учиться»), также кратко Bokuben (яп. ぼく勉 Бокубэн) — манга, написанная и проиллюстрированная Таиси Цуцуи. В манге рассказывается история старшеклассника Нариюки Юйги, которому было поручено стать репетитором для трёх девушек-гениев, которые постепенно начинают испытывать к нему романтические чувства. Манга публиковалась в журнале Weekly Shonen Jump с февраля 2017 года по декабрь 2020 года и была отдельно издана Shueisha в 21 томе.
Адаптация манги в формате аниме-телесериала совместного производства Studio Silver и Arvo Animation выходила в телеэфир с апреля по июнь 2019 года, после чего следовала трансляция второго сезона с октября по декабрь того же года. По манге в 2019 году также было выпущено два спин-оффа ранобэ.

## Сюжет
Нариюки Юйга — старшеклассник академии «Итиносэ», который, чтобы получить университетскую стипендию, должен стать репетитором для трёх девушек-гениев различных предметов: Фумино Фурухаси — гений в литературе, но ужасно разбирается в математике; Ридзу Огата — гений в математике, но ужасна в литературе; Урука Такэмото — гений в спорте, но ужасна во всех остальных предметах. Поскольку девушки работают с Нариюки для достижения своих академических целей, они также должны иметь дело со своими растущими чувствами к нему. По мере развития сюжета внимание уделяется двум другим девушкам: Мафую Кирису, их учительнице, которая, несмотря на её профессионализм, неряха у себя дома, и Асуми Коминами, ученица, которая окончила академию, но не смогла поступить в учебное заведение следующего уровня и учится вне школьной программы, и которая, несмотря на свой возраст, выглядит как ученица средней школы.
Ближе к концу истории, на школьном фестивале Итиносэ, ходят слухи, что людям, которые танцуют вместе у костра, суждено стать парой. Во время этого события Нариюки встречает одну из девушек, но её личность не раскрывается в первом выпуске главы. История имеет пять отдельных концовок, в которых Нариюки оказывается с одной из пяти девушек. Хотя их концовки различаются, основное внимание было уделено той девушке, с которой Нариюки столкнулся у костра. В последней главе флэшбэки этих концовок видны девушкам в другой реальности после того, как все они касаются Нариюки во время фестиваля, и выясняется, что школьная легенда о костре была создана покойным отцом Нариюки в его юности.

## Персонажи
Нариюки Юйга (яп. 唯我 成幸 Юйга Нариюки) — ученик третьего курса старшей школы и главный герой истории. Чтобы обеспечить свою бедную семью, Нариюки стремится получить специальную VIP-рекомендацию своей школы — стипендию, которая отменяет все будущие сборы за обучение в университете. Он получает рекомендацию, но ему даётся трудная задача — помочь попасть трём одноклассницам в выбранные ими университеты. Его внимание к учёбе было вдохновлено его покойным отцом, который умер вскоре после поступления Нариюки в среднюю школу. Несмотря на то, что он начитанный юноша, он совершенно не обращает внимания на романтический интерес, который другие девушки развивают к нему на протяжении всей истории.
Сэйю: Рёта Осака
Фумино Фурухаси (яп. 古橋 文乃 Фурухаси Фумино) — ученица третьего курса, гений в области искусства и литературы. Фумино очарована звёздами и хочет получить учёную степень в области астрономии, несмотря на её посредственные математические навыки. По иронии судьбы, её отец — профессор математики в университете. У Фумино и её отца были натянутые отношения с тех пор, как десять лет назад умерла её мать. Однако благодаря поддержке Нариюки они наконец смогли примириться. Она часто оказывается посредником между Нариюки и другими девушками в вопросах романтических советов. В конце концов, она сама влюбляется в него, но пытается подавить свои чувства ради друзей.
В её концовке Фумино, на пути к вступительным экзаменам в колледж, падает вместо Нариюки и ломает себе ногу. Используя сломанную ногу как средство сближения с ним, она и Нариюки изо всех сил пытаются признаться в своих взаимных чувствах друг к другу, но в конце концов они это делают и становятся парой.
Сэйю: Харука Сираиси
Ридзу Огата (яп. 緒方 理珠 Огата Ридзу) — ученица третьего курса, гений в области математики и естественных наук. Ридзу открыла в себе трудности в понимании эмоций, что вдохновило её на решение получить учёную степень в области психологии, чтобы преодолеть собственные недостатки. Она также увлечена настольными и карточными играми, и этот интерес подогревается подарками, которые она получила от своей покойной бабушки. Она ни разу не выиграла ни одной игры, обвиняя свою бесконечную серию поражений в неспособности читать людей. У её семьи есть магазин по продаже удона, в котором она иногда помогает.
В её концовке Ридзу и Нариюки помогают своей подруге Савако Сэкидзё примириться со своими живущими раздельно родителями, после чего они становятся парой.
Сэйю: Мию Томита
Урука Такэмото (яп. 武元 うるか Такэмото Урука) — ученица третьего курса и одарённая пловчиха. Урука мечтает стать олимпийской спортсменкой и хочет получить спортивную стипендию. Однако из-за её плохой успеваемости она находится под наставничеством Нариюки, чтобы улучшить свои знания английского языка и стать более разносторонней ученицей. Она была влюблена в Нариюки со средней школы и подружилась с ним после того, как помогла ему пережить смерть отца. Тем не менее, она постоянно пытается признаться в своих чувствах к нему. Позже в сериале она получает стипендию от австралийского университета и становится известной пловчихой.
В её концовке выясняется, что Урука — та, кто помог Нариюки эмоционально оправиться от потери отца. Она признается Нариюки в своих чувствах перед отъездом в Австралию. Несколько лет спустя она возвращается, став чемпионкой мира по плаванию, и Нариюки делает ей предложение, которое она принимает.
Сэйю: Саюми Судзусиро
Мафую Кирису (яп. 桐須 真冬 Кирису Мафую) — учитель в академии «Итиносэ» и первый репетитор Ридзу и Фумино. Её мнение об образовании непоколебимо, и она считает, что люди должны следовать по пути использования своих природных талантов и не полагаться на чувства. Позже она изменила своё мнение, увидев, что Нариюки помогает своим ученикам прогрессировать в учёбе, и извиняется перед ними за свой эгоизм. Раньше она была начинающей фигуристкой, которая ушла из спорта после того, как отец Нариюки вдохновил её продолжить карьеру преподавателя. Хотя Мафую выглядит холодной и чёрствой, она глубоко заботится о своих учениках и хочет, чтобы они добились успеха. Несмотря на свою профессиональную манеру поведения на работе, дома она ведет себя как неряха.
В её концовке Нариюки переезжает в квартиру рядом с домом Мафую, и Нариюки становится её коллегой после того, как он начинает преподавать в академии «Итиносэ». Арка заканчивается тем, что она осознает свои чувства к Нариюки и они женятся.
Сэйю: Линн
Асуми Коминами (яп. 小美浪 あすみ Коминами Асуми) — выпускница академии «Итиносэ» и ученица-ронин (ученик, который не смог поступить в учебное заведение следующего уровня и учится вне школьной программы). Асуми часто принимают за ученицу средней школы из-за ее миниатюрного роста. Она стремится поступить в национальный медицинский университет, несмотря на свои невысокие оценки по естественным наукам, чтобы содержать медицинскую клинику своего отца. Она впервые встречает Нариюки во время подготовительных курсов и любит кокетливо дразнить его, к его большому смущению. Чтобы оплатить подготовительные курсы и вступительный экзамен в медицинскую школу, она работает горничной в мэйдо-кафе под названием High Stage.
В её концовке, которая происходит несколько лет спустя, Асуми поступает в ординатуру, чтобы стать врачом на маленьком отдаленном острове. Нариюки устраивается работать учителем на том же острове, и он также является её ближайшим соседом. После серии событий Нариюки сильно ранил себя, спасая двоих своих учеников во время шторма. Требуется операция и Асуми вынуждена прооперировать его, чтобы спасти его жизнь. Этот инцидент укрепляет её чувства к Нариюки, и после полного выздоровления он делает ей предложение. Приняв его предложение, они решают однажды создать семью.
Сэйю: Мадока Асахина

## Медиа

### Манга
Таиси Цуцуи начал публикацию We Never Learn в десятом номере журнала Weekly Shonen Jump 6 февраля 2017 года. Арка серии «Ephemeral Mermaid Princess» завершилась в Weekly Shonen Jump 9 марта 2020 года. За ней последовала последняя арка серии под названием «Parallel Story», в которой Нариюки получает концовки с другими персонажами серии и которая стартовала в Weekly Shonen Jump 16 марта 2020 года. Манга завершилась 21 декабря 2020 года. Всего издательством Shueisha был издан двадцать один том манги. Первый танкобон был выпущен 2 июня 2017 года, а последний — 4 марта 2021 года.
Viz Media объявила о приобретении лицензии на выпуск манги на английском языке в Северной Америке в апреле 2017 года и начала публиковать мангу в цифровом виде в своём журнале Weekly Shonen Jump. 30 марта 2018 года Viz Media объявила о выпуске манги в печатном виде позднее в этом же году. Shueisha начала параллельно публиковать серию на английском языке на своём сайте и в приложении Manga Plus в январе 2019 года.
4 апреля 2025 года на сайте Shonen Jump+ будет опубликована специальная история к манге в формате ваншота.

#### Список томов
| №  | Дата публикации    | ISBN                                                                     |
| -- | ------------------ | ------------------------------------------------------------------------ |
| 01 | 2 июня 2017 г.     | ISBN 978-4-0888-1111-6                                                   |
| 02 | 4 августа 2017 г.  | ISBN 978-4-0888-1195-6                                                   |
| 03 | 4 октября 2017 г.  | ISBN 978-4-0888-1214-4                                                   |
| 04 | 4 декабря 2017 г.  | ISBN 978-4-0888-1289-2                                                   |
| 05 | 2 февраля 2018 г.  | ISBN 978-4-0888-1342-4                                                   |
| 06 | 2 мая 2018 г.      | ISBN 978-4-0888-1414-8                                                   |
| 07 | 4 июля 2018 г.     | ISBN 978-4-0888-1510-7                                                   |
| 08 | 4 сентября 2018 г. | ISBN 978-4-0888-1564-0                                                   |
| 09 | 4 декабря 2018 г.  | ISBN 978-4-0888-1646-3                                                   |
| 10 | 4 февраля 2019 г.  | ISBN 978-4-0888-1724-8                                                   |
| 11 | 4 апреля 2019 г.   | ISBN 978-4-0888-1798-9                                                   |
| 12 | 4 июня 2019 г.     | ISBN 978-4-0888-1866-5                                                   |
| 13 | 4 сентября 2019 г. | ISBN 978-4-0888-2021-7                                                   |
| 14 | 1 ноября 2019 г.   | ISBN 978-4-0888-2083-5 ISBN 978-4-0890-8359-8 (издание в комплекте с BD) |
| 15 | 4 января 2020 г.   | ISBN 978-4-0888-2173-3                                                   |
| 16 | 3 апреля 2020 г.   | ISBN 978-4-0888-2253-2 ISBN 978-4-0890-8376-5 (издание в комплекте с BD) |
| 17 | 4 июня 2020 г.     | ISBN 978-4-0888-2335-5                                                   |
| 18 | 4 августа 2020 г.  | ISBN 978-4-0888-2383-6                                                   |
| 19 | 2 октября 2020 г.  | ISBN 978-4-0888-2430-7                                                   |
| 20 | 4 января 2021 г.   | ISBN 978-4-0888-2530-4 ISBN 978-4-0890-8397-0 (издание в комплекте с CD) |
| 21 | 4 марта 2021 г.    | ISBN 978-4-0888-2577-9 ISBN 978-4-0890-8398-7 (издание в комплекте с CD) |

### Ранобэ
Ранобэ под названием Bokutachi wa Benkyo ga Dekinai hi Nichijo no Reidai-shu (яп. ぼくたちは勉強ができない 非日常の例題集 Бокутати ва бэнкё: га дэкинай: хинитидзё: но рэйдай сю:, «Мы не можем учиться: Задачник неповседневности») было издано 4 апреля 2019 года Shueisha под их импринтом JUMP j-BOOKS. Второе ранобэ под названием Bokutachi wa Benkyo ga Dekinai: Mitaiken no Jikanwari (яп. ぼくたちは勉強ができない 未体験の時間割 Бокутати ва бэнкё: га дэкинай: Митайкэн но дзиканвари, «Мы не можем учиться: Расписание непережитого») было выпущено 4 декабря 2019 года. Обе книги были написаны HamuBane и проиллюстрированы Цуцуи.

#### Список томов
| №  | Дата публикации   | ISBN                   |
| -- | ----------------- | ---------------------- |
| 01 | 4 апреля 2019 г.  | ISBN 978-4-0870-3474-5 |
| 02 | 4 декабря 2019 г. | ISBN 978-4-0870-3489-9 |

### Аниме
Адаптация манги в формат аниме-телесериала была объявлена в 39-м выпуске Weekly Shonen Jump 27 августа 2018 года. Сериал, режиссёром которого выступил Ёсиаки Ивасаки, сценаристом стал Го Дзаппа, а за дизайн персонажей отвечал Масакацу Сасаки, стал совместной работой двух студий, Studio Silver и Arvo Animation. В качестве композитора сериала выступил Масато Накаяма. Сериал выходил в телеэфир с 7 апреля по 30 июня 2019 года на Tokyo MX, GTV, GYT, BS11, AT-X, MBS и TVA. Открывающая тема сериала — «Seishun Seminar» (яп. セイシュンゼミナール Сэйсюн дзэмина:ру, «Семинар юности»), закрывающая тема — «Never Give It Up!!»; обе исполнены Харукой Сираиси, Мию Томитой и Саюми Судзусиро под общим псевдонимом Study. Компания Aniplex of America лицензировала сериал для распространения под названием We Never Learn: BOKUBEN и транслировала сериал на Crunchyroll, Hulu и FunimationNow. В Австралии и Новой Зеландии трансляцией сериала занималась AnimeLab, в России — Wakanim под названием «Мы не можем учиться».
После финала сериала был объявлен второй сезон, премьера которого состоялась 6 октября 2019 года. Открывающая тема второго сезона — «Can now, Can now» в исполнении Study, а закрывающая тема — «Hokago no Liberty» (яп. 放課後のリバティ Хо:каго но рибати, «Внеурочная свобода»), исполненная Halca. Второй сезон, как и первый, состоит из 13 серий. Дополнительная OVA-серия была выпущена бонусом к изданию четырнадцатого тома манги, выпущенного 1 ноября 2019 года. Вторая OVA-серия была выпущена бонусом к изданию шестнадцатого тома манги, выпущенного 3 апреля 2020 года.

## Приём
В 2017 году манга была номинирована на премию Next Manga Award в категории «Лучшая печатная манга», однако по итогам голосования не попала в шорт-лист номинантов, состоящий из 20 работ.
В мае 2018 года тираж манги достиг 1 миллиона копий. В феврале 2019 года тираж достиг 2 миллионов копий, включая цифровые продажи. По состоянию на март 2021 года общий тираж серии превысил 4,4 миллиона копий.
Ребекка Сильверман с сайта Anime News Network сравнила мангу с ранними томами Nisekoi и «Госпожа Кагуя: В любви как на войне», критически отозвавшись о шутках и сюжетных ходах, и поставила первому тому три балла из пяти. Эми Макналти назвала мангу «идеально сбалансированным гаремом с нужным количеством фансервиса, конфликтов и глубины персонажей» и поставила первому тому четыре балла из пяти. Тереза Наварро положительно отметила дизайн женских персонажей, но отнесла к недостаткам внезапный интерес главных героинь к Нариюки и нехватку контента, в итоге оценив мангу на два с половиной балла из пяти.